# Индогерманцы
Индогерманцы (нем. Indogermanen) — в немецкой националистической традиции и в других странах Центральной Европы индоевропейские народы, понимаемые в качестве расовой группы; в другом значении синоним понятия индоевропейцы.
Термин был предложен К. Мальте-Бруном в 1810 году и воспринят Юлиусом фон Клапротом в 1823 году. Использовался Фридрихом Шлегелем Начинает бытовать с 1823 года. Имел распространение в среде немецких учёных в XIX веке.
В первой половине XIX века была распространена идея противопоставления Зороастра Моисею и представление, что семиты заимствовали свои философию и религиозные представления у индогерманцев, что, в частности, утверждал немецкий индолог Христиан Лассен, ученик братьев Шлегель. В 1858 году французский революционер Пьер-Жозеф Прудон утверждал, что монотеизм не мог быть создан «коммерческой расой» — евреями, а является творением «индогерманского ума». Организатор и первый лидер Движения германской веры, бывший миссионер Якоб Вильгельм Хауэр, объяснявший различия религий через расовый фактор, противопоставлял «индогерманскую религиозность» и «ближневосточную семитскую». Он заявлял, что первая определяла место человека рядом с богами, тогда как вторая изображала его как жалкого, убогого, греховного существа, спасение для которого могло дать лишь посредничество третьих лиц. «Индогерманская религиозность» вела к развитию инициативы, «семитской» же прививался фатализм. Первая содержит призыв к активной борьбе за справедливость, второй человек обрекается на вечное подчинение по отношению к богу-деспоту. Первую он характеризовал как толерантную, вторую как стремящуюся к доминированию. Индогерманцам требовался не спаситель, а вождь. По этим причинам, согласно Хауэру, чтобы не навлечь беду, следовало поступать согласно своему «расовому характеру».
Хьюстон Чемберлен, один из ключевых авторов идеи превосходства «арийской» или «германской расы», использовал понятия «индогерманцы», «индоевропейцы», «арийцы» и «тевтонцы» в качестве синонимов. К этой категории он относил германцев, кельтов и славян и считал, что германцам удалось сохранить «арийскую кровь» в наибольшей чистоте.
В 1920-х — 1930-х годах немецкий национализм использовал археологические построения Густафа Коссинны и его школы с целью утверждения исторического приоритета германцев и индогерманцев.
По мнению Мирчи Элиаде и Йоана Кулиано, понятие имеет не больше смысла, чем «индославяне» или «индогреки».